# Gallo-römischer Tempelbezirk Bierbach
Der gallo-römische Tempelbezirk Bierbach, der auch Tempelbezirk auf dem Rödersberg genannt wird, war ein in der Gemarkung von Bierbach im Bierbacher Klosterwald gelegenes gallo-römisches Heiligtum zwischen den heutigen Orten Limbach (Kirkel) und Wörschweiler im Saarpfalz-Kreis im Saarland.

## Beschreibung
Die Ausgrabung der Überreste erfolgte 1927 nach Scherbenfunden bei Forstarbeiten. Bei den Ausgrabungen, welche durch den ersten saarländischen Landeskonservator Carl Klein erfolgten, wurden zahlreiche Funde gemacht. Das Heiligtum umfasste ursprünglich zwei gallo-römische Umgangstempel, deren Fronten auf einer Fluchtlinie lagen. Die Umgänge grenzten unmittelbar aneinander. Die Auswertung der Funde ließ darauf schließen, dass die Doppelanlage dem Götterpaar Merkur (in diesem Fall keltisch) und dessen Begleiterin Rosmerta geweiht war.
Das ca. 60 m lange Areal war von einer Mauer umfriedet. Die rechtwinklige Mauer ließ sich auf drei Seiten auf Längen von 45 m, 33 m und 16 m verfolgen, jedoch nicht auf der Südseite. Sechs bauliche Anlagen wurden festgestellt:
- G1: Umgangstempel (Cella 5,8 m * 4,9 m), Eingang im Nordosten
- G2: quadratischer Raum (2,3 m * 2,3 m)
- G3: quadratischer Raum (2,35 m * 2,35 m)
- G4: kreisrunder Schacht (⌀ 1,8 m), von Klein als Brunnen oder Zisterne gedeutet
- G5: Umgangstempel (Cella 5,8 m * 4,9 m), Eingang im Nordosten
- G6: quadratisches Steinpodest (1,8 m * 1,8 m), von Klein als Podest einer Jupiter-Gigantensäule gedeutet

An weiteren Funden traten zutage:
- 206 Münzen des 2. – 4. Jahrhunderts n. Chr.
- 13 Zentnersäcke Scherben von Gefäßen usw. des 2. – 4. Jahrhunderts n. Chr.
- 180 Skulptur- und Architekturfragmente, darunter:
  - 1 Torso des Gottes Merkur
  - 1 Kopf einer Göttin (Rosmerta?)
  - 3 Inschriftsteine (Fragmente) … DEO MERCVRIO SOLINVS SATVRNINI EX VOTO, … MERCVRIO, … XTI
- 1 Bronzefingerring
- 2 kleine eiserne Beile

## Rekonstruktion

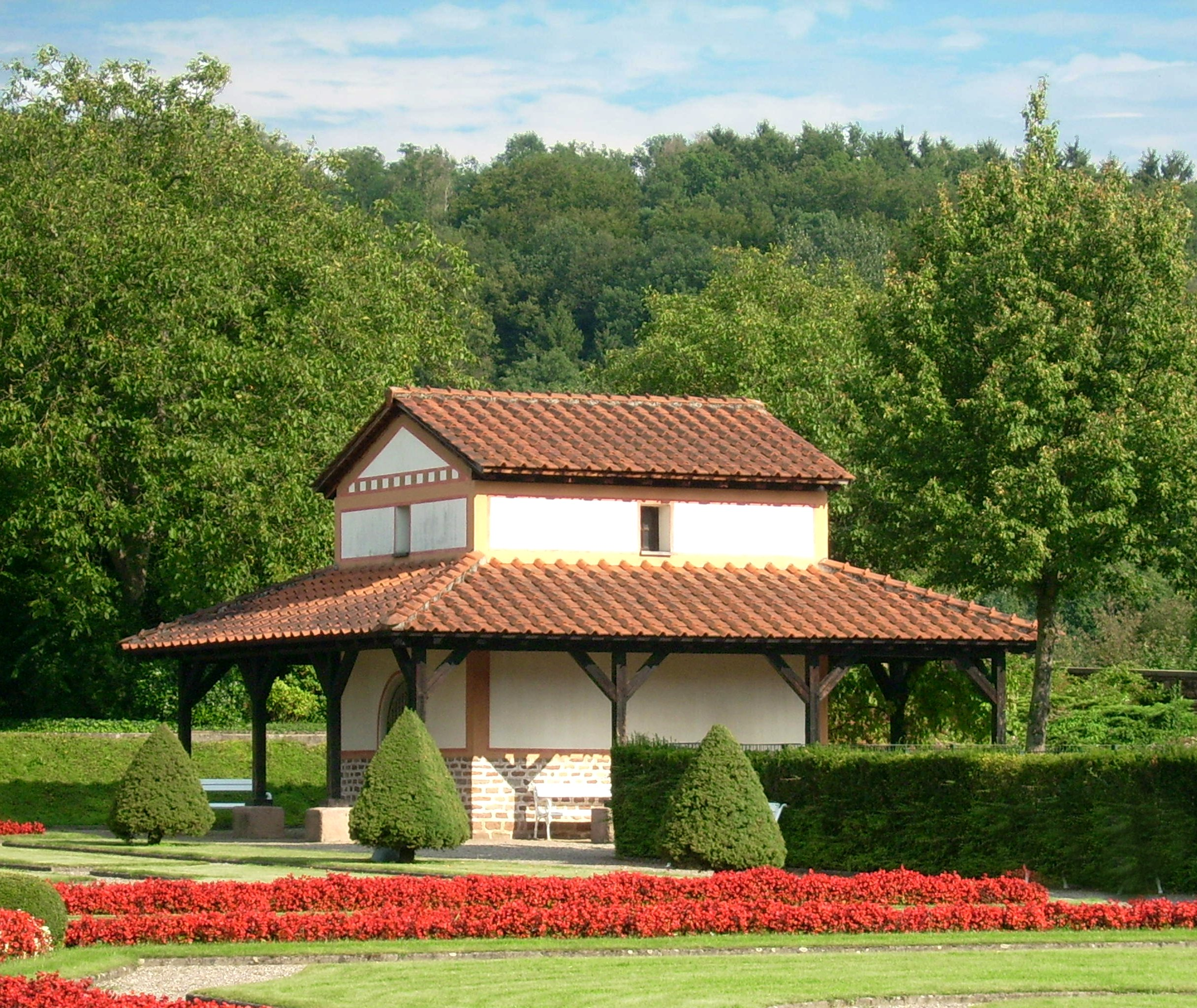
Nachbau vor dem Römermuseum Schwarzenacker

Eine Rekonstruktion eines der beiden Umgangstempel sowie einige Funde sind vor dem nahe gelegenen Römermuseum Schwarzenacker zu sehen.